# SVT1
SVT1 je první televizní kanál švédské televize (Sveriges Television) a de facto nejstarší televizní stanice ve Švédsku.

## Historie
Zkušební vysílání televize ve Švédsku bylo zahájeno 29. října 1954 v Královském technickém institutu ve Stocholmu. Vysílání zajišťovala společnost Radiotjänst (Rozhlasová služba, tehdejší švédský rozhlas). 4. září 1956 bylo spuštěno pravidelné vysílání, od října se za televizi začal vybírat koncesionářský poplatek. V roce 1957 získala televize plnohodnotné programové schéma a Radiotjänst se přejmenovalo na Sveriges Radio. V roce 1958 začala stanice vysílat zpravodajský pořad Aktuellt. 5. prosince 1969 byl spuštěn druhý program švédské televize (TV2), původně s plánem, že obě stanice budou o diváky soupeřit. Aktuellt se dočasně přejmenoval na TV-nytt, druhý program začal vysílat vlastní zpravodajský pořad Rapport. První program (TV1) vysílá barevně od roku 1970. V roce 1987 se stanice přejmenovala na Kanal 1. V roce 1992 se v souvislosti s úplným oddělením televize od rozhlasové společnosti přejmenoval kanál na současný název SVT1. V roce 2001 byly oba hlavní zpravodajské pořady (Aktuellt a Rapport) prohozeny, to znamená, že první program přestal vysílat Aktuellt a začal místo něj vysílat Rapport.

## Vysílané pořady
SVT1 vysílá rozmanitý obsah, jedná se o plnoformátovou stanici. Toto je výčet vybraných pravidelných pořadů:
- Allsång på Skansen (hudební pořad)
- Debatt
- Eurovision Song Contest
- Gomorron Sverige
- Landet runt
- Melodifestivalen
- Plus (spotřebitelský magazín)
- På spåret (soutěžní pořad)
- Rapport (hlavní zpravodajská relace)
- Sportspegeln (sportovní zpravodajství)

## Loga

Logo používané v 80. letech
Logo z let 1997 až 2001
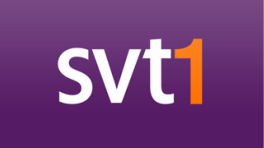
Logo z let 2008 až 2012
Logo z let 2012 až 2016
Současné logo z roku 2016